# Béru
Béru é uma comuna francesa na região administrativa de Borgonha-Franco-Condado, no departamento de Yonne. Estende-se por uma área de 5 km². Em 2010 a comuna tinha 80 habitantes (densidade: 16 hab./km²).